# Nini Giacomelli
Nini Maria Giacomelli (Breno, 7 maggio 1955) è una paroliera e scrittrice italiana.

## Biografia
Dal 1988 dirige il Centro Culturale Teatro Camuno.
Dal 1981 è autrice di testi di canzoni, di testi teatrali per adulti e ragazzi, di libri di favole e di programmi radiofonici e televisivi.  Nel 1988 fonda a Breno il CCTC - Centro Culturale Teatrale Camuno che propone spettacoli sia sul territorio nazionale che internazionale. Nel 1991 è tra i soci fondatori di G.P. (Gati Pajassi) una organizzazione finalizzata a ricercare, elaborare ed a proporre spettacoli che ruotano attorno al mondo delle fiabe.
Per oltre dieci anni è stata uno dei cinque componenti del C.d.A. del C.T.B. - Teatro Stabile di Brescia.
Nel 2005, con Bibi Bertelli, dà vita al festival di canzone umoristica d'autore Dallo Sciamano allo Showman di cui, nel 2009 diviene Direttore Artistico. A partire dal 1990 risulta essere tra i membri responsabili, in provincia di Brescia,  del Sindacato Autori "Associazione" di Roma.
Nel 2018 riceve a Barcellona il Premio Amilcare Rambaldi 2018 come operatrice culturale. 
Nel 2022 riceve a Procida (Città della Cultura 2022)  il Premio Elsa Morante - Sez. Musica "Il suono delle parole"-
Il 20 ottobre 2024 è eletta nel Direttivo del prestigioso Club Tenco di Sanremo.

## Attività discografica
Come autrice di testi per canzoni, Nini Giacomelli ha collaborato a lungo con il noto paroliere e autore RAI Sergio Bardotti, scomparso nel 2007, e con il pianista e compositore argentino Luis Bacalov, Premio Oscar per la colonna sonora de Il postino.
Le sue prime produzioni risalgono al 1981, anno in cui ha collaborato con La gonna e Fandango, all'LP di Ornella Vanoni 2301 parole.
Nel 1982 il suo nome era tra gli autori del noto brano Amico è
, celebre brano che durante gli incontri del Campionato di Calcio 1982-83 è stato cantato sulle gradinate degli stadi di tutta Italia, oltre ad essere stato inciso in ben 5 album (Les Oiseaux du Bonheur e Gold Vol. 2 del 1994; C'è pour vivre del 1997, Mon ami m'a quittée e nella Collection 1982-88) da Céline Dion e tradotto in molte lingue, tra cui lo svedese, da Ingela Forsman. Un altro suo motivo di successo è Grazie perché (1983), sigla RAI TV cantata da Gianni Morandi e da Amii Stewart
.
Dopo un viaggio di studio e di lavoro in Brasile ha collaborato anche alle traduzioni di brani di noti esponenti della musica sudamericana, come Chico Buarque de Hollanda, Vinícius de Moraes, Toquinho. Nel 1989 ha scritto L'inventore per il CD Stella Nascente di Ornella Vanoni
e 10 brani per l'LP Momenti sì, momenti no di Charles Aznavour e nel 1997 un brano per Tosca: Facendo i conti.
Tra le sue produzioni figurano numerosi lavori per i ragazzi, come il libro con CD musicale e kit didattico Favole a pelo d'acqua (2004) prodotto per l'Assessorato alla Qualità dell'Ambiente della Regione Lombardia.
Nel 2018 è tra i 5 finalisti (votati da una giuria di oltre 300 giornalisti)  per la Targa Tenco con la canzone Ninna nanna in fondo al mare.

## Attività teatrale
Sono numerose le produzioni teatrali che, a partire dai primi anni ottanta, portano la firma di Nini Giacomelli, alla quale si deve anche la fondazione a Breno, nel 1988, del CCTC - Centro Culturale Teatro Camuno per l'organizzazione di laboratori e spettacoli per bambini e ragazzi, per adulti e anziani.
Nel 1996, sotto la sua direzione e per la regia di Gabriele Marchesini lo spettacolo L'ultimo desiderio scritto da Pietro Favari, è approdato al Teatro Quirino di Roma, all'Arena del Sole di Bologna ed alla RAI.
Tra i suoi primi lavori teatrali figurano U.G.A. Unico Grande Amore (1988) e Status Single per Angela Baviera, entrambi con regia di Gabriele Marchesini del Teatro Perché di Bologna.
Nella sua produzione teatrale occupano un posto importante i lavori per i bambini come Peter Pan, messo in scena nel 1987 con la regia di Lua Hadar per la Fondazione AIDA -  Teatro Stabile di Verona ed i musical La bella addormentata, Cappuccetto Rosso (1998) e l'ecospettacolo musicale Lattafoglia, che ha partecipato a vari festival di teatro per ragazzi da Bolzano a Roma e che, nel 2001, è stato ospitato – come unica produzione straniera – al CSU Summer arts Festival, organizzato dall'Università di Stato di Fresno, in California.
Nel 1984 collabora, in qualità di autrice di canzoni, a Telecomando, interpretato da Anna Identici per la regia di Velia Mantegazza presso il Teatro del Buratto di Milano per le canzoni Se fossi il tempo e La ballerina.
Nel 1985 scrive con Janna Carioli Micromare per la Compagnia degli Alfredini di Portoferraio.
Nel 1991 e 1992 programma e coordina un corso annuale regionale di Pratica Teatrale per Animatori, direttamente per la Regione Lombardia.
Dal 1998 ad oggi scrive tutte le produzioni teatrali musicali prodotte dal CCTC - Centro Culturale Teatro Camuno di Breno.
Nel 2008 scrive I cavalieri del Tempo, per la regia di Sergio Galassi, del Teatro Stabile Ragazzi - Teatro Evento di Modena.
Nel 2010 scrive il copione de Il capomastro di Bensistà produzione del Centro Culturale Teatro Camuno
Nel 2011 scrive il copione del reading La scuola suonata co-produzione C.C.T.C. e Teatro Stabile C.T.B. di Brescia

## Attività televisiva
Sempre per i bambini, nella seconda metà degli anni novanta, Nini Giacomelli è stata co-sceneggiatrice, con Janna Carioli, per l'Antoniano, di un programma RAI: Musica, leggende e altre faccende.
Nel 2005 e nel 2006 è coautrice del programma Dallo Sciamano allo Showman - Festival della canzone umoristica d'autore inserito nel programma Palcoscenico: una carrellata dei momenti salienti del già citato Festival della canzone umoristica d'autore, in onda su Rai 2.

## Attività pubblicistica
La firma di Nini Giacomelli è comparsa sulle pagine di varie testate giornalistiche (ad esempio Il cantautore e Notizie Mese) e varie iniziative editoriali portano il suo nome tra cui La bella addormentata, favola musicale di Charles Perrault con musiche e rielaborazioni originali (Edizioni Teorema, 1987); Fiori Disseccati, una raccolta di racconti ispirata dal viaggio in Brasile (Edizioni CCTC, 1988) e l'antologia di poesie e racconti Donna, vorrei che tu, le altre ed io (1989).
Nel 1990 alcuni suoi racconti sono pubblicati in Raccontare il tempo, antologia di racconti adita da AA.VV. nel 1997.
Nel 1997 esce Viaggio nella musica Edizioni Elmedi Paravia
2001.
Nel 2001 il racconto Infiniti Ritorni è pubblicato nel libro I roccoli dell'alta Valcamonica.
Nel 2007 esce Seguendo Virgilio, pubblicazione su Virgilio Savona a cura del Club Tenco di Sanremo per i tipi di Editrice Zona, che contiene gli atti di un convegno organizzato nel 2004 dal Club Tenco sulla canzone d'autore per bambini con la relazione fatta da Nini Giacomelli per l'occasione.
L'attenzione all'universo dell'infanzia attraversa anche la sua attività pubblicistica: il suo lavoro più recente è Fiabolario (Edizioni Liberodiscrivere), presentato alla Fiera del Libro di Torino nel maggio 2007.
Sempre nel 2007 il mensile nazionale per ragazzi La Giostra pubblica il racconto Il tamburo.
Nel 2008 pubblica Un due tre, giallo rosso e blè, illustrato dall'artista loverese Renata Besola e curato da Edizioni CCTC e dall'Accademia Tadini di Lovere. 
Sempre lo stesso anno realizza inoltre una lunga intervista alla madre e al fratello di Sergio Bardotti per il libro Se tutti fossero uguali a te, pubblicato da Editrice Zona.
Nel 2009 scrive il racconto Jam Session, inserito nel libro giallo Delitti e canzoni, di Fabrizio Canciani e Stefano Covri, pubblicato da Edizioni Todaro.
Nel 2009 pubblica inoltre l'audiolibro Il ponte dell'affido, con illustrazioni di Sergio Staino: edito da Rugginenti Edizioni Musicali, il libro contiene un DVD con la fiaba letta da Enzo Decaro, celebre attore coprotagonista con Massimo Troisi ne La smorfia.
A fine 2009,  per l'Accademia Nazionale di Santa Cecilia di Roma, ha pubblicato l'audiolibro per ragazzi Ai due lati dell'arcobaleno, scritto con Janna Carioli.
A maggio 2010, per i tipi di Rugginenti Editore di Milano, pubblica il libro "Occhi di ragazzo. Sergio Bardotti:un artista che non ha mai smesso di sognare" con interventi di Silvana Antonioli Cameroni, Ornella Vanoni, Luis Bacalov, Pippo Baudo, Massimo Bardotti, Alberto Bazzurro, Bibi Bertelli, Roberto Bianchin, Luigi Bolognini, Marco Brogi, Sergio Cammariere, Ida Cassin, Max Cavezzali, Lucia Carenini, Roberto Coggiola, Simone Cristicchi, Luca Crovi, Enzo Decaro, Ezio de Oliveria Rocha, Mario Luzzatto Fegiz, Gilda Mattoso, Vincenzo Mollica, Mauro Pagani, Gino Paoli, Andrea Quartarone, Massimo Ranieri, Sergio Secondiano Sacchi, Franco Settimo, Sergio Staino e Giorgio Tura
A novembre 2010, per i tipi di Zona Editrice, pubblica il libro con CD dal titolo "Di Tempo e Terre". Nel CD sono contenute canzone inedite cantate da: Ornella Vanoni, Alberto Patrucco, Joan Isaac, Peppe Voltarelli, Sismica, Stefano Covri, Alessio Lega e altri.
A novembre 2011, per i tipi di Foschi Editore, pubblica il libro "La scuola suonata.Maestronze e genitorazzi".
Ad aprile 2018, per i tipi di Liberodiscrivere, pubblica il libro con CD  "Ninna nanna in fondo al mare" . Testo di Nini Giacomelli, Illustrazioni di Marco Furlotti, traduzione in inglese di Audrey Martin. Per il CD:  Testo di Nini Giacomelli,  Musica di Alessio Lega , Canta Ginevra di Marco accompagnata dall'Orchestra Multietnica di Arezzo e Francesco Magnelli e Andrea Salvadori,  interpreta la filastrocca Ascanio Celestini.  Arrangiamenti di Rocco Marchi.  Videoclip realizzato da Riccardo Pittaluga.

## Attività di ricerca e didattica
L'attività di ricerca e didattica è il naturale corollario dell'attività teatrale e pubblicistica. Risale così alla fine degli anni '90 la partecipazione di Nini Giacomelli al convegno L'emozione di conoscere, organizzato dal Dipartimento di Scienze dell'Educazione dell'Università di Bologna per il Progetto Erasmus denominato Laboratorio sulla comunicazione attiva.
Un'interessante collaborazione con gli Stati Uniti l'ha vista impegnata, tra il 1999 e il 2001, in seminari e laboratori sulla scrittura teatrale presso l'Università di Stato della California di Fresno e con la John Gills School di Redwood City.
Più di recente è intervenuta al convegno Omaggio a Virgilio Savona: le canzoni per i bambini. Gli autori., organizzato a Sanremo nel corso dell'edizione 2004 del Premio Tenco. 
Nini Giacomelli è stata relatrice e coordinatrice di un Corso di Scrittura Creativa per l'Università degli Studi di Milano-Bicocca.
Nel 2005 è stata relatrice, presso il Corso di Economia dell'Università Bocconi di Milano, di uno stage intitolato Strategia e governance di eventi, per il Corso di Laurea Specialistica in Economia delle Arti, della Cultura e della Comunicazione.

## Le canzoni scritte da Nini Giacomelli
| Anno | Titolo                                                                                             | Autori del testo                                                             | Autori della musica                            | Interpreti |
| ---- | -------------------------------------------------------------------------------------------------- | ---------------------------------------------------------------------------- | ---------------------------------------------- | --- |
| 1981 | La gonna                                                                                           | Nini Giacomelli Sergio Bardotti e Ornella Vanoni                             | Renato Pareti                                  | Ornella Vanoni (album Duemilatrecentouno parole) |
| 1981 | Fandango                                                                                           | Nini Giacomelli Sergio Bardotti e Ornella Vanoni                             | Maurizio Fabrizio                              | Ornella Vanoni (album Duemilatrecentouno parole) |
| 1982 | Alberi d'inverno                                                                                   | Nini Giacomelli- Sergio Bardotti                                             | Dario Baldan Bembo                             | Dario Baldan Bembo (album Spirito della terra) |
| 1982 | Amico è                                                                                            | Nini Giacomelli- Sergio Bardotti- Mike Bongiorno                             | Dario Baldan Bembo                             | Dario Baldan Bembo (album Spirito della terra) |
| 1982 | Preghiera per la musica                                                                            | Nini Giacomelli - Sergio Bardotti                                            | Dario Baldan Bembo                             | Dario Baldan Bembo incipit di Renato Zero (album Spirito della terra)                                                                                             |
| 1982 | Insieme                                                                                            | Nini Giacomelli- Sergio Bardotti                                             | Dario Baldan Bembo                             | Dario Baldan Bembo (album Spirito della terra) |
| 1982 | Voci di città                                                                                      | Nini Giacomelli- Sergio Bardotti                                             | Dario Baldan Bembo                             | Dario Baldan Bembo (album Spirito della terra) |
| 1982 | Favola di primavera                                                                                | Nini Giacomelli- Sergio Bardotti                                             | Dario Baldan Bembo                             | Dario Baldan Bembo (album Spirito della terra) |
| 1982 | Spirito della Terra                                                                                | Nini Giacomelli- Sergio Bardotti                                             | Dario Baldan Bembo                             | Dario Baldan Bembo (album Spirito della terra) |
| 1982 | A sud ovest del Balmun                                                                             | Nini Giacomelli- Sergio Bardotti                                             | Dario Baldan Bembo                             | Dario Baldan Bembo (album Spirito della terra) |
| 1982 | Fattoria                                                                                           | Nini Giacomelli- Sergio Bardotti                                             | Dario Baldan Bembo                             | Dario Baldan Bembo (album Spirito della terra) |
| 1983 | Grazie perché                                                                                      | Nini Giacomelli- Sergio Bardotti                                             | Bob Seger                                      | Gianni Morandi (vari) |
| 1984 | I grandi cacciatori                                                                                | Nini Giacomelli- Sergio Bardotti                                             | Alain Chamfort - Serge Gainsbourg              | Ornella Vanoni |
| 1984 | El mosquito                                                                                        | Nini Giacomelli- Sergio Bardotti                                             | Pino Massara                                   | La Banda del Pallone Giallo - Bandiera Gialla Prodotto da Bibi Ballandi Arianna - I Grimm                                                                         |
| 1984 | Aufwiedersehen bambino                                                                             | Nini Giacomelli- Sergio Bardotti                                             | Pino Massara                                   | La Banda del Pallone Giallo - Bandiera Gialla |
| 1984 | Amici per la pelle                                                                                 | Nini Giacomelli- Sergio Bardotti                                             | Pino Massara                                   | La Banda del Pallone Giallo - Bandiera Gialla |
| 1984 | Superfantastico                                                                                    | Nini Giacomelli- Sergio Bardotti                                             | Felisatti- Ballestreros                        | La Banda del Pallone Giallo - Bandiera Gialla |
| 1984 | Ba ba bambina                                                                                      | Nini Giacomelli- Sergio Bardotti                                             | Pino Massara                                   | La Banda del Pallone Giallo - Bandiera Gialla |
| 1984 | Quel naso qui                                                                                      | Nini Giacomelli- Sergio Bardotti                                             | Alvarez- Bermudes                              | La Banda del Pallone Giallo - Bandiera Gialla |
| 1984 | Banzai Samurai                                                                                     | Nini Giacomelli- Sergio Bardotti                                             | Pino Massara                                   | La Banda del Pallone Giallo - Bandiera Gialla |
| 1984 | Poi ti ama                                                                                         | Nini Giacomelli- Nicola Arigliano                                            | Nicola Arigliano                               | Nicola Arigliano -CD L'ULTIMO ARIGLIANO 2009 |
| 1984 | Riflessioni                                                                                        | Nini Giacomelli                                                              | Nicola Arigliano                               | Nicola Arigliano |
| 1984 | L'oasi dei sì                                                                                      | Nini Giacomelli                                                              | Nicola Arigliano                               | Nicola Arigliano |
| 1984 | Bicicletta                                                                                         | Nini Giacomelli- Sergio Bardotti                                             | Toquinho                                       | Jairzinho |
| 1984 | Il foglio di carta                                                                                 | Nini Giacomelli- Sergio Bardotti                                             | Toquinho                                       | Jairzinho |
| 1984 | La palla                                                                                           | Nini Giacomelli- Sergio Bardotti                                             | Toquinho                                       | Jairzinho - Ciccio Graziani |
| 1985 | Senza Lei                                                                                          | Nini Giacomelli- Sergio Bardotti                                             | Vladi Tosetto                                  | Vladi Tosetto (q disk) |
| 1985 | Amica mia ( atto di resa)                                                                          | Nini Giacomelli- Sergio Bardotti                                             | Vladi Tosetto                                  | Vladi Tosetto (q disk) |
| 1985 | Sono in viaggio                                                                                    | Nini Giacomelli- Sergio Bardotti                                             | Vladi Tosetto                                  | Vladi Tosetto (q disk) |
| 1985 | La casa mai finita                                                                                 | Nini Giacomelli- Sergio Bardotti                                             | Vladi Tosetto                                  | Vladi Tosetto (q disk) |
| 1985 | Vivi                                                                                               | Nini Giacomelli- Sergio Bardotti                                             | Vladi Tosetto                                  | Vladi Tosetto (q disk) |
| 1985 | Caterina                                                                                           | Nini Giacomelli- Sergio Bardotti                                             | Pino Massara                                   | Marina Pagano (q disk) |
| 1985 | Io ti perdono                                                                                      | Nini Giacomelli- Sergio Bardotti                                             | Pino Massara                                   | Marina Pagano (q disk) |
| 1989 | Momenti sì momenti no                                                                              | Nini Giacomelli- Sergio Bardotti                                             | Charles Aznavour                               | Charles Aznavour (album Momenti sì momenti no) |
| 1989 | Ti voglio dire addio                                                                               | Nini Giacomelli- Sergio Bardotti                                             | Charles Aznavour                               | Charles Aznavour (album Momenti sì momenti no) Massimo Ranieri (cd Bardòci)                                                                                       |
| 1989 | Te contro me                                                                                       | Nini Giacomelli - Sergio Bardotti                                            | Charles Aznavour                               | Charles Aznavour (album Momenti sì momenti no) |
| 1989 | Dormire con lei signora                                                                            | Nini Giacomelli- Sergio Bardotti                                             | Charles Aznavour                               | Charles Aznavour (album Momenti sì momenti no) Giorgio Conte (CDBardòci)                                                                                          |
| 1989 | Io bevo                                                                                            | Nini Giacomelli- Sergio Bardotti                                             | Charles Aznavour Georges Garvarentz            | Charles Aznavour (album Momenti sì momenti no) Peppe Voltarelli (CD Bardòci)                                                                                      |
| 1989 | Di già                                                                                             | Nini Giacomelli - Sergio Bardotti                                            | Charles Aznavour                               | Charles Aznavour (album Momenti sì momenti no) |
| 1989 | Mi aggrappo                                                                                        | Nini Giacomelli - Sergio Bardotti                                            | Charles Aznavour Georges Garvarentz            | Charles Aznavour (album Momenti sì momenti no) |
| 1989 | Abbracciami                                                                                        | Nini Giacomelli - Sergio Bardotti                                            | Charles Aznavour                               | Charles Aznavour (album Momenti sì momenti no) |
| 1989 | Le barche sono fuori                                                                               | Nini Giacomelli - Sergio Bardotti                                            | Charles Aznavour Diney                         | Charles Aznavour (album Momenti sì momenti no) Joan Isaac (CDBardòci)                                                                                             |
| 1989 | Un'idea                                                                                            | Nini Giacomelli - Sergio Bardotti                                            | Charles Aznavour                               | Charles Aznavour (album Momenti sì momenti no) |
| 1990 | L'ultimo battello                                                                                  | Nini Giacomelli                                                              | Piero Cazzago                                  | Bibi Bertelliper il musical U.G.A Unico Grande Amore il testo ha vinto il premio letterario IL GRAAL - Lovere BG                                                  |
| 1990 | Mamma Dondola                                                                                      | Nini Giacomelli                                                              | Piero Cazzago                                  | Bibi Bertelliper il musical U.G.A Unico Grande Amore |
| 1990 | Le mie scarpe                                                                                      | Nini Giacomelli                                                              | Piero Cazzago                                  | Bibi Bertelliper il musical U.G.A Unico Grande Amore |
| 1990 | Parole                                                                                             | Nini Giacomelli                                                              | Piero Cazzago                                  | Bibi Bertelliper il musical U.G.A Unico Grande Amore |
| 1990 | Non mi manchi tu                                                                                   | Nini Giacomelli                                                              | Tommaso Leddi ex Stormy Six                    | Bibi Bertelliper il musical U.G.A Unico Grande Amore |
| 1991 | I peli                                                                                             | Nini Giacomelli                                                              | Gian Paolo Lopresti                            | Blues Jeans per il LP Motore rozzo blues con la straordinaria partecipazione di Lucio Dalla jimmy Villotti Mauro Tabasso                                          |
| 1992 | L'inventore                                                                                        | Nini Giacomelli Ornella Vanoni                                               | musica di Piero Cazzago                        | Ornella Vanoni [album Stella nascente] |
| 1992 | Voglio vederci chiaro                                                                              | Nini Giacomelli                                                              | Franco Bertoldi                                | per il musical MUSICA. COMIC |
| 1992 | Bella                                                                                              | Nini Giacomelli                                                              | Franco Bertoldi                                | per il musical MUSICA. COMIC |
| 1993 | Geografia                                                                                          | Nini Giacomelli Janna Caroli                                                 | Vittorio Bonetti                               | Vittorio Bonetti (cantante |
| 1993 | Penna Bianca                                                                                       | Nini Giacomelli Janna Caroli                                                 | Vittorio Bonetti                               | Vittorio Bonetti (cantante) |
| 1997 | Facendo i conti (con Chico Buarque de Hollanda)                                                    | Sergio Bardotti - Nini Giacomelli                                            | Chico Buarque de Hollanda - Francis Hime       | Tosca (album Incontri e passaggi) |
| 2001 | Inno di Libertà inno nazionale del Sindacato Pensionati Italiani SPICGIL per il 50° di fondazione. | Nini Giacomelli                                                              | Franco Bertoldi - Gilberto Martellieri         | canta Stefano dell'Armellina Copertina con illustrazioni di Sergio Staino                                                                                         |
| 2001 | Voglio vederci chiaro                                                                              | Nini Giacomelli                                                              | Franco Bertoldi                                | per il musical MUSICA. COMIC |
| 2001 | Canzone di Valfiorita                                                                              | Nini Giacomelli -                                                            | Franco Bertoldi                                | per l'ecospettacolo musicale LATTAFOGLIA |
| 2001 | Canzone del Parco                                                                                  | Nini Giacomelli                                                              | Franco Bertoldi                                | per l'ecospettacolo musicale LATTAFOGLIA |
| 2001 | la canzone di Marduk                                                                               | Nini Giacomelli                                                              | Franco Bertoldi                                | per l'ecospettacolo musicale LATTAFOGLIA |
| 2001 | Filastrocca del Giuramento                                                                         | Nini Giacomelli- Janna Carioli                                               | Franco Bertoldi                                | per l'ecospettacolo musicale LATTAFOGLIA |
| 2001 | La canzone del cavaliere                                                                           | Nini Giacomelli- Janna Carioli                                               | Franco Bertoldi                                | per l'ecospettacolo musicale LATTAFOGLIA |
| 2004 | Acqua                                                                                              | Nini Giacomelli - Sergio Bardotti                                            | Franco Bertoldi - Alessandra Amaddii           | Bibi Bertelli e Sam Session (CD allegato al libro Favole a pelo d'acqua)                                                                                          |
| 2004 | Favole a pelo d'Acqua                                                                              | Nini Giacomelli - Sergio Bardotti                                            | Franco Bertoldi - Alessandra Amaddii           | Bibi Bertelli e Sam Session (CD allegato al libro Favole a pelo d'acqua)                                                                                          |
| 2004 | Magdalena                                                                                          | Nini Giacomelli - Sergio Bardotti                                            | Franco Bertoldi                                | Alessandra Amaddii e Sam Session (CD allegato al libro Favole a pelo d'acqua)                                                                                     |
| 2004 | Pepito Puzzone                                                                                     | Nini Giacomelli - Sergio Bardotti                                            | Franco Bertoldi -Alessandra Amaddii            | Bibi Bertelli e Sam Session (CD allegato al libro Favole a pelo d'acqua)                                                                                          |
| 2004 | La paura                                                                                           | Nini Giacomelli - Sergio Bardotti                                            | Franco Bertoldi                                | Franco Bertoldi e Sam Session(CD allegato al libro Favole a pelo d'acqua)                                                                                         |
| 2004 | Drago sciacquone                                                                                   | Nini Giacomelli - Sergio Bardotti                                            | Franz Schubert                                 | Chiara Trebo- al pianoforte Luis Bacalov (cd allegato al libro Favole a pelo d'acqua)                                                                             |
| 2006 | Luna Piena                                                                                         | Nini Giacomelli                                                              | Franco Bertoldi                                | Franco Bertoldi (cantante) per il musical IL NAUFRAGIO DEL TRENO - Musica Blu - BZ                                                                                |
| 2006 | Vita dopo vita                                                                                     | Nini Giacomelli                                                              | Franco Bertoldi                                | Franco Bertoldi (cantante) per il musical IL NAUFRAGIO DEL TRENO - Musica Blu - BZ                                                                                |
| 2006 | Vorrei                                                                                             | Nini Giacomelli                                                              | Franco Bertoldi                                | Franco Bertoldi (cantante) per il musical IL NAUFRAGIO DEL TRENO - Musica Blu - BZ il brano è stato inciso anche dalla performer americana Lua Hadar nel CD TWIST |
| 2008 | Se fossi il tempo                                                                                  | Nini Giacomelli- Sergio Bardotti                                             | Pino Massara                                   | Simone Cristicchi (CD Bardòci) |
| 2008 | La ballerina/Ciranda da bailarina                                                                  | Nini Giacomelli- Sergio Bardotti                                             | Chico Buarque de Hollanda                      | Sergio Bardotti (CD allegato al libro Se tutti fossero uguali a te)                                                                                               |
| 2008 | Inno del Breno/ Ino do Politheama                                                                  | Sergio Bardotti - Nini Giacomelli                                            | Chico Buarque de Hollanda                      | Sergio Bardotti Nini Giacomelli (CD allegato al libro Se tutti fossero uguali a te)                                                                               |
| 2008 | Vita/Vida                                                                                          | Nini Giacomelli- Sergio Bardotti                                             | Chico Buarque de Hollanda Francis Hime         | Chico Buarque de Hollanda (CD Bardòci) |
| 2008 | Com'è che ti va?/ Onde anda voce?                                                                  | Nini Giacomelli - Sergio Bardotti                                            | Vinícius de Moraes                             | Sergio Cammariere (CD Bardòci) |
| 2008 | Questo nuovo amore/ Le prochain amour                                                              | Nini Giacomelli - Sergio Bardotti                                            | Jacques Brel                                   | Max Manfredi (CD Bardòci) |
| 2008 | Io non lo so/ Je ne sais pas                                                                       | Nini Giacomelli- Sergio Bardotti                                             | Jacques Brel                                   | Raffella Benetti (CD Bardòci) |
| 2008 | Canzone dei ministri                                                                               | Nini Giacomelli- Sergio Bardotti                                             | Luis Bacalov                                   | Gli artisti del Tenco (CD Bardòci) |
| 2008 | Ti voglio dire addio                                                                               | Nini Giacomelli - Sergio Bardotti                                            | Charles Aznavour                               | Massimo Ranieri (CD Bardòci) |
| 2010 | Ti voglio dire addio                                                                               | Nini Giacomelli - Sergio Bardotti                                            | Charles Aznavour                               | Peppe Voltarelli (CD DI TEMPO E TERRE) |
| 2010 | Profe                                                                                              | Nini Giacomelli                                                              | Massimiliano Gaudio                            | SISMICA (CD DI TEMPO E TERRE) |
| 2010 | L'inventore                                                                                        | Nini Giacomelli - Ornella Vanoni                                             | Piero Cazzago                                  | Ornella Vanoni (CD DI TEMPO E TERRE) |
| 2010 | Bella                                                                                              | Nini Giacomelli                                                              | Franco Bertoldi                                | Alberto Patrucco (CD DI TEMPO E TERRE) |
| 2010 | Dicono che                                                                                         | Nini Giacomelli                                                              | Alessio Lega                                   | Alessio Lega (CD DI TEMPO E TERRE) |
| 2010 | Se                                                                                                 | Nini Giacomelli                                                              | Joan Isaac                                     | Joan Isaac (CD DI TEMPO E TERRE) |
| 2010 | Nella danza della ruota di una gonna                                                               | Nini Giacomelli                                                              | Stefano Covri                                  | Stefano Covri (CD DI TEMPO E TERRE) |
| 2010 | Ti regalo un fiore                                                                                 | Nini Giacomelli                                                              | Piero Cazzago                                  | Alessandro Ducoli (CD DI TEMPO E TERRE) |
| 2010 | Vorrei                                                                                             | Nini Giacomelli                                                              | Franco Bertoldi                                | Franco Bertoldi (CD DI TEMPO E TERRE) |
| 2010 | Affari di Piedi                                                                                    | Nini Giacomelli                                                              | Peppe Voltarelli Paolino Baglioni              | Peppe Voltarelli (CD DI TEMPO E TERRE) |
| 2011 | "Facendo i conti (trocando em miudos)                                                              | di Chico Buarque de Hollanda traduzione di Sergio Bardotti e Nini Giacomelli |                                                | CD "Ciao Ragazzo" 2 live del concerto di Chico Buarque prod. da Ala Bianca                                                                                        |
| 2012 | "Com'è che ti va? (Onde anda voce)                                                                 | Nini Giacomelli - Sergio Bardotti                                            | Vinícius de Moraes                             | Sergio Cammariere (CD Sergio Cammariere) |
| 2013 | "Ho quattro lune"                                                                                  | Nini Giacomelli - Sergio Secondiano Sacchi                                   | Joan Isaac                                     | Joan Isaac (CD ) |
| 2016 | "Zaziau"                                                                                           | Nini Giacomelli - Alessio Lega                                               | Alessio Lega                                   | Alessio Lega (DVD Zaziau) |
| 2018 | "Ninna nanna in fondo al mare"                                                                     | Nini Giacomelli                                                              | Alessio Lega, Rocco Marchi, Francesco Magnelli | Ginevra Di Marco |
|      | "2019 - e in tutto questo "                                                                        | Nini Giacomelli                                                              | Stefano Covri                                  | Stefano Covri |
| 2024 | È tutto questo che sei tu                                                                          | Nini Giacomelli                                                              | Joan Isaac                                     | Joan Isaac |
|      | |                                                                              |                                                | |